# Herentaldum
Herentaldum (Oorspronkelijk de Herentalse Geschiedkundige Kring) is een Belgische geschiedkundige en heemkundige kring gericht op de stad Herentals en de Kempen. De vereniging werd opgericht in 1972 onder impuls van oa Herentals stadsarchivaris Jan Goris en lokaal historicus Jan Cools. De oorspronkelijke hoofdbedoeling was een einde te stellen aan de afbraak en verwaarlozing van de Herentalse monumenten zoals de kiosk op de Grote Markt (1966), de noordelijke gevel van het Begijnhof (1966) en het Heilige Geesthuis na de brand van de 15e-eeuwse vleeshal op de Markt.